# Shabani Nonda
Shabani Nonda, né le 6 mars 1977 à Bujumbura (Burundi), est un ancien footballeur international congolais qui évoluait au poste d'attaquant.

## Biographie

### Enfance, exil et débuts précoces
Né au Burundi de parents zaïrois, Shabani Nonda est très tôt remarqué pour sa qualité de buteur : à quinze ans, il joue déjà avec des adultes et s'impose comme la vedette de l'équipe première de l'Atlético Olympic, petit club de D2 de Bujumbura. Quelques billets glissent dans ses poches pour améliorer le quotidien des siens. Le grand club de la ville cherche à le recruter. L'affaire est vite réglée, le contrat signé et l'argent encaissé. Mais au début de cette année 1994, la capitale burundaise est un bain de sang. Comme beaucoup d'autres familles, les Nonda s'exilent. Le père d'origine zaïroise décide de ramener sa famille sur ses terres natales. Mais Shabani, dix-sept ans, prend la route sud-est en compagnie d'un de ses grands frères vers la Tanzanie,.
Après avoir arpenté les rues de la capitale tanzanienne et observé les entraînements de formations de D1, Nonda se présente aux dirigeants des Young Africans, champions en titre. Précédé par une solide réputation de buteur surdoué, colportée par des exilés, et chaudement recommandé par des amis, un accord est vite trouvé. Lors de son exil en Tanzanie, il joue pour les Young Africans et gagne dès la première saison la Coupe Kagame Inter-Club. En 1994, il gagne son deuxième trophée, la Coupe de Tanzanie et décide de changer de club fin 1994. Il s'engage donc pour la saison 1995 avec les Vaal Professionals, club sud-africain disparu depuis. L'aventure dure dix mois, le temps d'être sacré champion et meilleur buteur puis d'inscrire les quatre buts en qualification en Coupe d'Afrique face aux Vaal Professionals (en) (2-2 et 2-1). Trois mois après cet exploit, il débarque en Afrique du Sud, chez ces mêmes Vaal Professionals (en). Il devient enfin professionnel. Malgré une intégration compliquée, il marque douze buts lors des six premiers mois. Un agent argentin de passage lui offre le voyage pour l'Europe.

### Découverte de l'Europe avec Zurich et Rennes (1995-2000)
Un jour de février 1995, sous la neige et le froid, Shabani effectue ses premières courses sous le maillot du FC Zurich. Après une mi-temps, il impose à l'entraîneur Raimondo Ponte de faire son choix et refuse de jouer la seconde. Ponte cède, déjà séduit par les arguments techniques et physiques. Afin de l'aider à s'adapter rapidement, celui-ci l'héberge durant trois mois. Mis en confiance, bien encadré, il démontre alors rapidement son réalisme, finissant meilleur buteur de la poule relégation. Inarrêtable, il fait encore mieux la saison suivante. Associé au Nigérian Rashidi Yekini à la pointe de l'attaque zurichoise, il inscrit 24 buts et décroche le titre de Soulier d'or du Championnat suisse. Son club qualifié pour la Coupe de l'UEFA, il obtient son bon de sortie.
Shabani n'a que vingt ans et, sage et conseillé par son agent John Dario, il opte pour une étape intermédiaire avant de rejoindre un grand club européen. Épris du football français dont il maitrise la langue, il répond favorablement aux nouvelles ambitions du Stade rennais. Pour 23 MF, record du club breton, il débarque au stade de la Route-de-Lorient à la mi-juillet 1998. Après une courte période d'adaptation, il devient très vite le nouveau péril breton, inscrit neuf buts en dix-huit journées et participe au renouveau rennais placé juste derrière le duo girondo-olympien à la mi-décembre. La première année, il incarne le renouveau du club en inscrivant 15 buts et en contribuant fortement à la qualification du Stade rennais en Coupe Intertoto via une cinquième place dans le championnat de France. Sa seconde saison au Stade rennais est moins bonne (13e du championnat) mais il maintient son efficacité et marque 16 buts.

### Consécration à Monaco (2000-2005)
Il est transféré à l'AS Monaco, tout frais champion de France 2000 afin de pallier le départ de David Trezeguet, pour 20 millions d'euros. Sa première expérience de Ligue des champions est de courte durée. En effet, l'ASM, sévèrement affaiblie par les départs de Willy Sagnol, Fabien Barthez, David Trezeguet et Sabri Lamouchi entre autres, ne réussit pas à franchir le premier tour.
Il faut attendre l'arrivée de Didier Deschamps pour que le carré qu'il forme avec Jérôme Rothen, Ludovic Giuly, et Dado Prso donne toute satisfaction. L'année 2003 marque l'apothéose de sa carrière avec une coupe de la Ligue gagnée contre le FC Sochaux et un titre de meilleur buteur du championnat (26 buts).
Au début de la saison 2003-2004, et alors qu'il a refusé une offre du champion lyonnais pendant l'inter-saison[réf. nécessaire], il marque trois buts lors des trois premiers matches mais son élan est coupé par une luxation de la rotule gauche avec arrachement des ligaments sur une action spectaculaire où le parisien José-Karl Pierre-Fanfan retombe sur sa jambe gauche. Son indisponibilité est de huit mois et il ne rejoue que le 2 avril 2004 face à l'AC Ajaccio.
Ses performances en ligue des champions 2003-2004 lui offrent une certaine réputation sur le plan européen. Il s'illustre notamment en marquant le but éliminant Chelsea en demi-finale.
En 2004-2005, malgré les départs de Ludovic Giuly, Jérôme Rothen, Fernando Morientes et Dado Prso, il devient remplaçant à la suite des arrivées de Javier Saviola et Ernesto Chevantón et du replacement d'Emmanuel Adebayor en pointe. Il ne joue que 10 matchs de Ligue 1 et ne marque aucun but durant la saison.

### Fin à Rome, Blackburn puis Galatasaray (2005-2010)

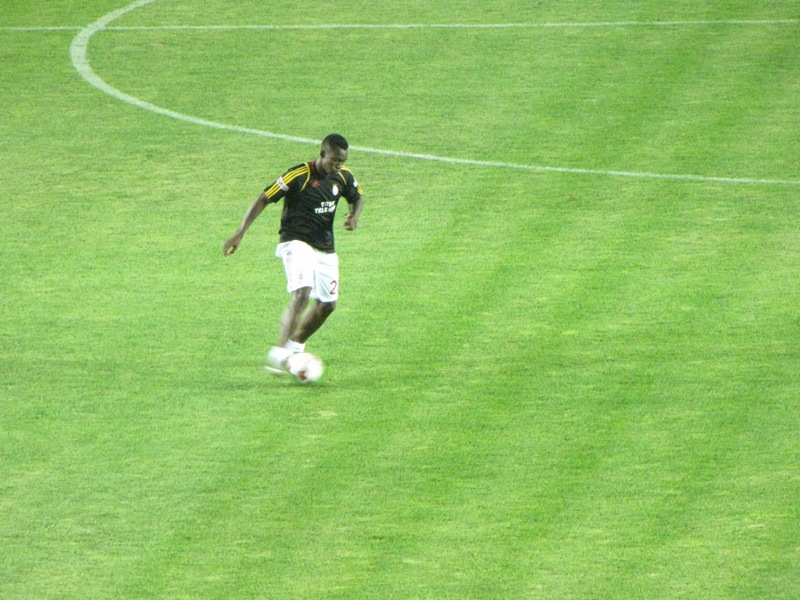
Shabani Nonda sous le maillot de Galatasaray en 2009

En 2005, il est en fin de contrat avec Monaco et s'engage à l'AS Rome pour trois saisons. Sa première saison romaine est difficile à cause d'une blessure au genou et il est prêté aux Blackburn Rovers la saison suivante pour se relancer. Il réalise une saison correcte et désire rester en Angleterre.
Au mercato d'été 2007, les Rovers ne lèvent cependant pas l'option d'achat et il signe en faveur du club turc de Galatasaray SK pour un contrat de deux ans. Il retrouve la réussite en marquant 15 buts lors de sa première saison et se qualifie pour la Ligue des champions. La saison suivante, Nonda ne connaît cependant pas la même réussite et il est peu utilisé par l'entraîneur stambouliote.
En janvier 2010, son contrat est annulé par Galatasaray, avant la fin de celui-ci prévu en juin 2010.

### Reconversion
Depuis 2013, il est le mécène de l'Amicale sportive Dragons Bilima, il en occupe également le poste de conseiller football.
En septembre 2021, il intègre la 12e promotion 2021-2023 du DU Manager Général du CDES de Limoges.

## Style de jeu: attaquant complet
Après six mois au Stade rennais, son entraîneur Paul Le Guen le qualifie d'« attaquant moderne, adroit devant le but, puissant, très rapide, résistant, imprévisible, capable de jouer collectivement de marquer, mais aussi de remiser et de servir de pivot ».

## Statistiques
| Saison                | Club                  | Championnat           | Championnat | Championnat | Coupe nationale | Coupe nationale | Coupe de la Ligue | Coupe de la Ligue | Compétition(s) continentale(s) | Compétition(s) continentale(s) | Compétition(s) continentale(s) | Total | Total |
| Saison                | Club                  | Division              | M.          | B.          | M.              | B.              | M.                | B.                | Comp.                          | M.                             | B.                             | M.    | B.    |
| 1995-1996             | FC Zurich             | Super League          | 10          | 4           | 2               | 0               | -                 | -                 | -                              | -                              | -                              | 12    | 4     |
| 1996-1997             | FC Zurich             | Super League          | 31          | 8           | 1               | 0               | -                 | -                 | -                              | -                              | -                              | 32    | 8     |
| 1997-1998             | FC Zurich             | Super League          | 34          | 24          | 2               | 0               | -                 | -                 | -                              | -                              | -                              | 36    | 24    |
| 1998-1999             | Stade rennais FC      | Division 1            | 32          | 15          | 1               | 1               | 3                 | 2                 | -                              | -                              | -                              | 36    | 18    |
| 1999-2000             | Stade rennais FC      | Division 1            | 30          | 16          | 4               | 1               | 1                 | 0                 | CI                             | 6                              | 2                              | 41    | 19    |
| 2000-2001             | AS Monaco FC          | Division 1            | 28          | 12          | 0               | 0               | 3                 | 1                 | C1                             | 5                              | 3                              | 36    | 16    |
| 2001-2002             | AS Monaco FC          | Division 1            | 30          | 14          | 2               | 0               | 2                 | 3                 | -                              | -                              | -                              | 34    | 17    |
| 2002-2003             | AS Monaco FC          | Ligue 1               | 35          | 26          | 1               | 1               | 4                 | 1                 | -                              | -                              | -                              | 40    | 28    |
| 2003-2004             | AS Monaco FC          | Ligue 1               | 12          | 5           | 0               | 0               | 0                 | 0                 | C1                             | 4                              | 1                              | 16    | 6     |
| 2004-2005             | AS Monaco FC          | Ligue 1               | 10          | 0           | 3               | 0               | 2                 | 0                 | C1                             | 3                              | 0                              | 18    | 0     |
| 2005-2006             | AS Rome               | Serie A               | 16          | 4           | 2               | 2               | -                 | -                 | C3                             | 5                              | 2                              | 23    | 8     |
| 2006-2007             | Blackburn Rovers      | Premier League        | 26          | 7           | 2               | 0               | 1                 | 0                 | C3                             | 7                              | 1                              | 36    | 8     |
| 2007-2008             | Galatasaray SK        | Süper Lig             | 24          | 11          | 3               | 0               | -                 | -                 | C3                             | 6                              | 3                              | 33    | 14    |
| 2008-2009             | Galatasaray SK        | Süper Lig             | 24          | 5           | 2               | 1               | -                 | -                 | C1+C3                          | 2+7                            | 2+0                            | 35    | 8     |
| 2009-2010             | Galatasaray SK        | Süper Lig             | 13          | 7           | 4               | 2               | -                 | -                 | C3                             | 8                              | 7                              | 25    | 16    |
| Total sur la carrière | Total sur la carrière | Total sur la carrière | 355         | 158         | 29              | 8               | 16                | 7                 | -                              | 53                             | 21                             | 453   | 194   |

## Palmarès

### En club

#### Young Africans
- Coupe Kagame inter-club en 1993.
- Coupe de Tanzanie en 1994.

#### AS Monaco
- Finaliste de la Coupe de la Ligue en 2001.
- Vainqueur de la Coupe de la Ligue en 2003.
- Finaliste de la  Ligue des champions en 2004.

#### Galatasaray
- Champion de Turquie en 2008
- Vainqueur de la  Supercoupe de Turquie en 2008

### Distinctions personnelles
- Meilleur buteur  du Championnat de Suisse en 1998 avec 24 buts
- Meilleur buteur du Championnat de France en 2003 avec 26 buts.
- Meilleur joueur étranger de Ligue 1 en 1999.
- Nommé dans l'équipe type de la Ligue 1 en 2003 aux Trophées UNFP.
- Trophée du joueur du mois UNFP en août 2003.

## Autres activités
Shabani Nonda est membre du club des Champions de la Paix, un collectif d'athlètes de haut niveau créé par Peace and Sport, organisation internationale basée à Monaco et œuvrant pour la construction d'une paix durable grâce au sport.
En avril 2003, il crée une association pour venir en aide aux enfants défavorisés de son pays, la République démocratique du Congo. Cette association, localisée à Kinshasa, interviendra notamment dans des aides hospitalières et l'insertion scolaire des jeunes.